# 东两河遗址
东两河遗址为位于中国山东省日照市经济开发区奎山街道东两河村东北约150米处高台地上、东两河水库西侧的一处新石器时代北辛文化中晚期遗址。该遗址由中美两城地区联合考古队发现于1995年，东西约300米，南北约200米，面积约6万平方米，现状保存较好。作为日照沿海地区目前所发现的最早的新石器时代遗址，东两河遗址对于鲁东南沿海地区史前文化发展脉络的研究具有重要价值。

## 图集

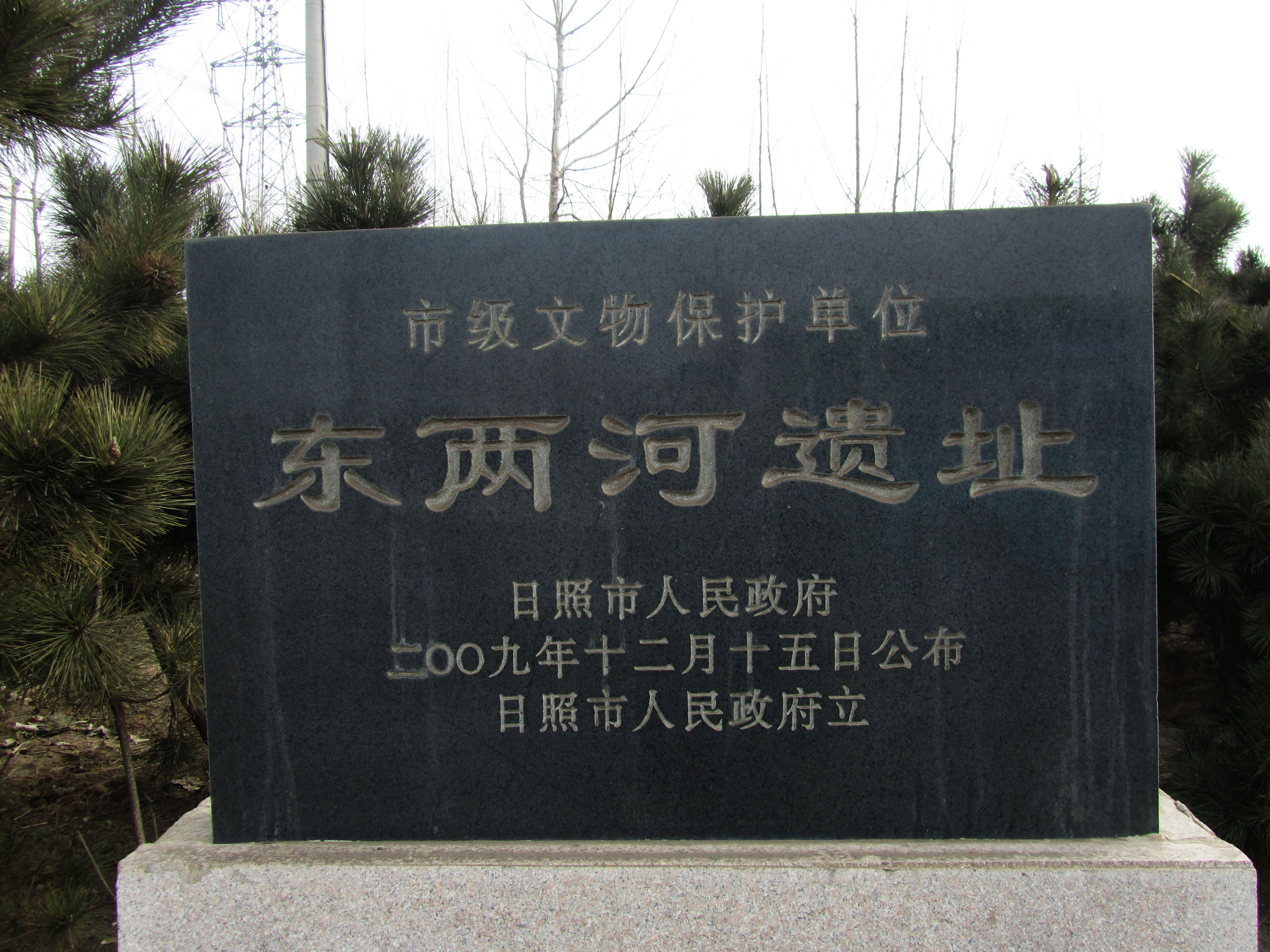
文保碑
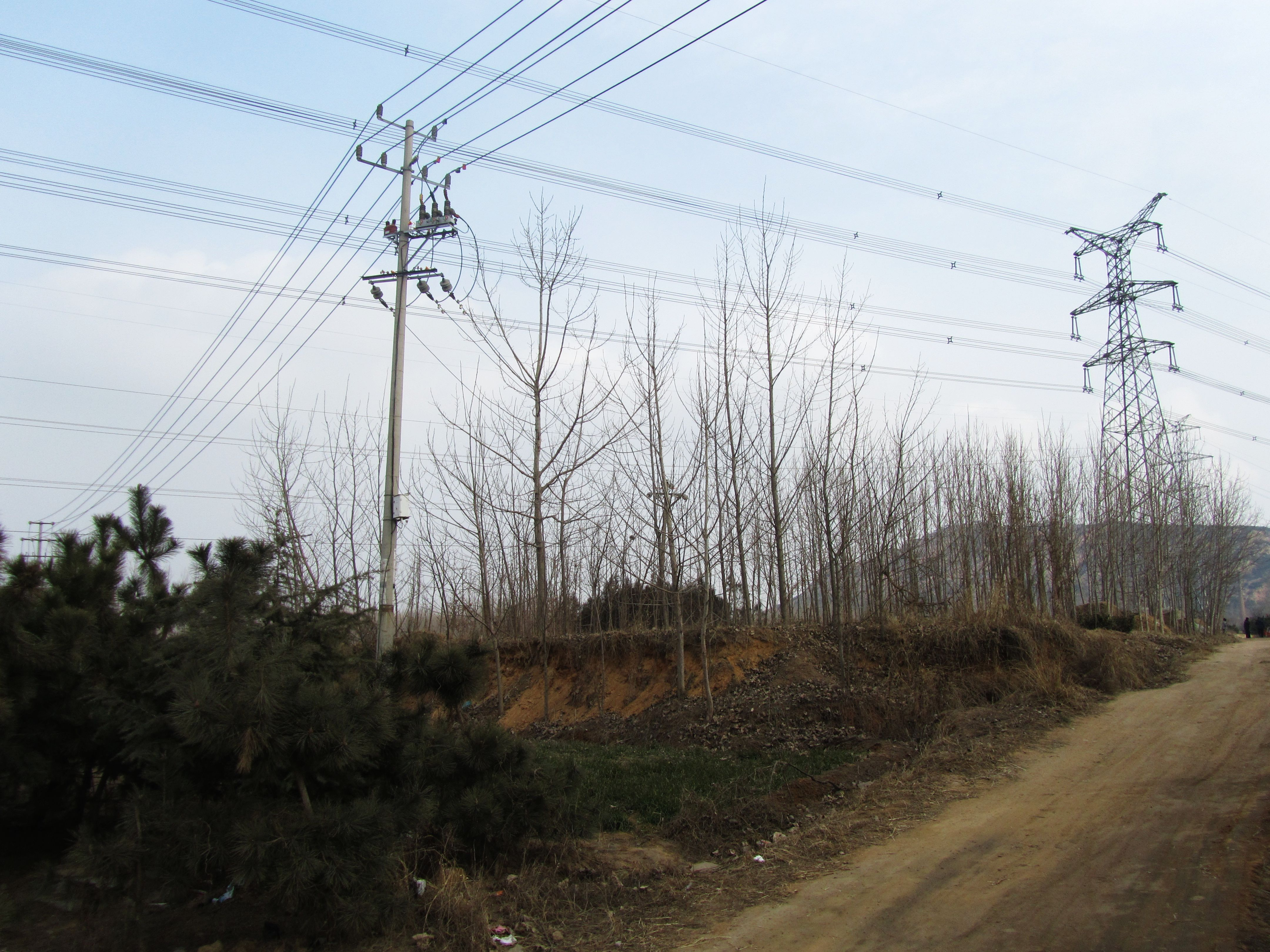
自另一侧看东两河遗址